# 프랑스 축구 국가대표팀 유니폼 역사

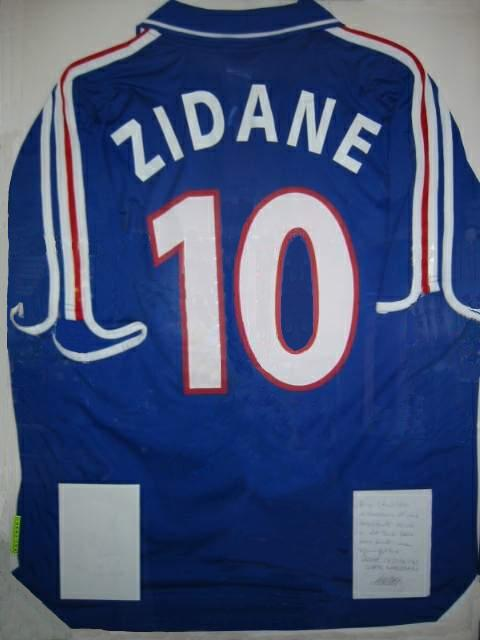
아디다스가 UEFA 유로 2000 당시 제작한 지네딘 지단의 10번 유니폼.

프랑스 축구 국가대표팀은 청색, 백색, 그리고 적색을 조합한 삼색의 조합을 사용한다. 국가대표팀의 3색은 프랑스 국기인 삼색기 (drapeau tricolore)에서 유래하였다. 프랑스는 1904년, 벨기에와의 첫 국제경기를 기점으로 사용하면서 유니폼에 특색을 입혔다. 첫 경기를 시점으로, 프랑스는 홈경기에서 대체로, 청색 상의, 백색 하의, 그리고 적색 양말을 사용하였고, 원정에서는 상, 하의, 양말이 모두 백색인 유니폼을 사용하거나, 적색 상의, 청색 하의, 그리고 청색 양말을 사용했는데, 원정 유니폼으로는 전자의 조합이 더 자주 사용되었다. 마르 델 플라타에서 열린 헝가리와의 1978년 FIFA 월드컵 경기를 앞두고 두 팀이 백색 유니폼을 준비해 에스타디오 호세 마리아 미네야에 감에 따라, 프랑스는 킴벨리의 녹백 줄무늬 유니폼을 빌려 사용하였다.
1966년부터, 프랑스는 1971년까지 르꼬끄 스포르티브의 유니폼을 착용했었다. 1972년, 프랑스는 독일 스포츠 용품 회사 아디다스와 유니폼 계약을 맺었다. 이어지는 38년간 프랑스와 아디다스는 돈독한 파트너십을 구축하였는데, 이 기간 동안 프랑스는 UEFA 유로 1984, 1998년 FIFA 월드컵, 그리고 UEFA 유로 2000에서 유명한 아디다스의 삼색 삼선이 새겨진 유니폼을 입을 우승을 거두었다. 2006년 FIFA 월드컵에서, 프랑스는 결승전까지 포함해 4차례의 토너먼트전에서 상, 하의, 양말이 모두 백색인 원정 유니폼 (상의에 삼색기 그라데이션이 새겨짐) 을 착용하였다. 2008년 2월 22일, 프랑스 축구 연맹은 아디다스와의 파트너십을 종료하고 2011년 1월 1일부터 미국 스포츠 용품회사 나이키와 계약한다고 발표했다. 계약금액은 역대 최고인 €320M으로 7년간 (2011년 1월 1일부터 2018년 7월 9일까지) 유효하다.
프랑스의 나이키 계약은 국가대표팀의 청색 유니폼을 축구 역사상 최고액의 유니폼 기록을 지니게 되었다. 나이키가 제작한 유니폼을 착용하고 임한 프랑스 국가대표팀의 역사상 첫 주요대회는 UEFA 유로 2012이였으며, 홈 유니폼은 상, 하의, 양말이 모두 암청색이고, 금색 등번호가 새겨져 있었다. 2013년 2월, 나이키는 상, 하의, 양말이 모두 연청색인 원정 유니폼을 공개하였다.

## 킷 스폰서
| 기간      | 킷 스폰서         |
| --------- | ----------------- |
| 1966–1971 | 르꼬끄 스포르티브 |
| 1972–2010 | 아디다스          |
| 2011–현재 | 나이키            |

## 유니폼 변천사

### 홈 유니폼
| 1958 월드컵 | 1962년 | 1966 월드컵 | 1972년 | 1978 월드컵 | 1982 월드컵 |

| 유로 1984 | 1986 월드컵 | 1990년 | 유로 1992 | 1994년 | 유로 1996 |

| 1998 월드컵 | 유로 2000 | 2002 월드컵 | 유로 2004 | 2006 월드컵 | 유로 2008 |

| 2009년 | 2010 월드컵 | 2011년 | 유로 2012 | 2014 월드컵 | 유로 2016 |

| 2018 월드컵 |

### 원정 유니폼
| 1978 월드컵1 | 유로 1984 | 1986 월드컵 | 유로 1992 | 유로 1996 | 1998 월드컵 |

| 유로 2000 | 2002 월드컵 | 유로 2004 | 2006 월드컵 | 유로 2008 | 2010 월드컵 |

| 2011년 | 유로 2012 | 2013년 | 2014 월드컵 | 2015년 | 유로 2016 |

| 2018 월드컵 |

1 헝가리전에서 사용